# Horst-Günter Benkmann
Horst-Günter Benkmann (* 12. Februar 1915 in Königsberg i. Pr.; † 14. November 1996 in Timmendorfer Strand) war ein deutscher Jurist und ostpreußischer Geschichtsautor.

## Leben
Benkmann besuchte das Königliche Wilhelmsgymnasium und studierte nach dem Abitur Rechts- und Staatswissenschaft an der Albertus-Universität Königsberg. Seit 1934 gehörte er dem Verein Deutscher Studenten Königsberg (heute VDSt Königsberg-Mainz) an. Nach dem Ersten Examen war er ab 1937 Gerichtsreferendar in Tecklenburg. 1938 in das Greifswalder Infanterie-Regiment 92 eingezogen, nahm er am Überfall auf Polen und am Westfeldzug teil. Mit dem Eisernen Kreuz 2. Klasse ausgezeichnet, wurde er schwer verwundet aus der Wehrmacht entlassen. 1942 machte er das Assessorexamen. Ab 1. September 1942 war er kommissarischer Landrat des Kreises Labiau, ab 1943 des Kreises Allenstein. Gegen den Befehl des Gauleiters Erich Koch rief er rechtzeitig zur Flucht auf und rettete tausenden Ostpreußen das Leben. Er selbst verließ Allenstein als einer der letzten. In Westdeutschland führte er die Vertriebenen seines Kreises zusammen und legte noch 1945 eine Namenkartei an. Er gehörte zu den Mitbegründern der Kreisgemeinschaft Allenstein-Land, in deren Vorstand er bis Mitte der 1980er Jahre saß.
Als Nachkomme  Salzburger Exulanten gründete er den Salzburger Verein (Ostpreußen), dessen Bundesvorsitzender er von 1978 bis 1989 war.
Beruflich war er zuletzt bis 1971 Erster Beigeordneter der Stadt Detmold.
Seit 1939 war er verheiratet mit Dorothee geb. Drope. Aus der Ehe gingen sechs Kinder hervor. Ein Sohn kam 1945 auf der Flucht ums Leben.

## Ehrungen
- Ehrenvorsitzender des Salzburger Vereins
- Ehrenmitglied der Stadtgemeinschaft Königsberg
- Verdienstkreuz am Bande des Bundesverdienstordens (27. April 1983)
- Goldenes Ehrenzeichen der Landsmannschaft Ostpreußen
- Goldenes Ehrenzeichen des Bundes der Vertriebenen
- Benkmann-Haus des Wohnstifts Salzburg in Bielefeld[6]
- Ehrenmitglied der Kreisgemeinschaft Allenstein-Land (1990)[7]

## Werke
- Benkmann Drope. Vorfahren aus 6 Jahrhunderten. Detmold 1952/1960.
- Königsberg (Pr.) und seine Post. Ein Beitrag zur Geschichte der Post in Königsberg (Pr.) von der Ordenszeit bis 1945 (= Prussia-Schriftenreihe. Werk 6 = Publikationsreihe der Ost- und Westpreußenstiftung in Bayern „Professor Doktor Ernst Ferdinand Müller“ e.V. Bd. 3). Schild-Verlag, München 1981, ISBN 3-88014-075-8.
- Wege und Wirken. Salzburger Emigranten und ihre Nachkommen. Salzburger Verein, Bielefeld 1988.
- Gilge. Ein Fischerdorf am Kurischen Haff in Ostpreußen. Selbstverlag, Lügde-Niese 1995.

## Nachruf
- Heimatbrief der Kreisgemeinschaft Allenstein-Land. Bd. 28, 1997, ZDB-ID 348325-3, S. 176–177 (mit Bild).